# ثيودور ر. بوهم
ثيودور ر. بوهم (بالإنجليزية: Theodore R. Boehm)‏ هو محامي وقاضي أمريكي، ولد في 12 سبتمبر 1938 في إيفانستون في الولايات المتحدة.

## وصلات خارجية
- ثيودور ر. بوهم على موقع إن إن دي بي (الإنجليزية)